# Hitsugi
Hitsugi (柩) (Ikari Mitsuo; Furukawa, 5 de março de 1982) é o guitarrista rítmico da banda japonesa de rock visual Kei, Nightmare. Em 2013 criou um projeto a solo chamado GREMLINS, onde é vocalista e guitarrista, junto com o baterista Kenzo (ex-ayabie / BVCCI HAYNES / ANOMIY.) e com os membros suporte Chiyu (SuG) no baixo e Mizuki (Sadie) na guitarra. Produz suas guitarras em parceria com a ESP.